# Stazione di Poggiorsini
Stazione di Poggiorsini vasútállomás Olaszországban, Poggiorsini településen.

## Vasútvonalak
Az állomást az alábbi vasútvonalak érintik:
- Rocchetta Sant'Antonio-Gioia del Colle-vasútvonal

## Kapcsolódó állomások
A vasútállomáshoz az alábbi állomások vannak a legközelebb:
- Stazione di Gravina in Puglia
- Stazione di Spinazzola